# Johannes Faulhaber

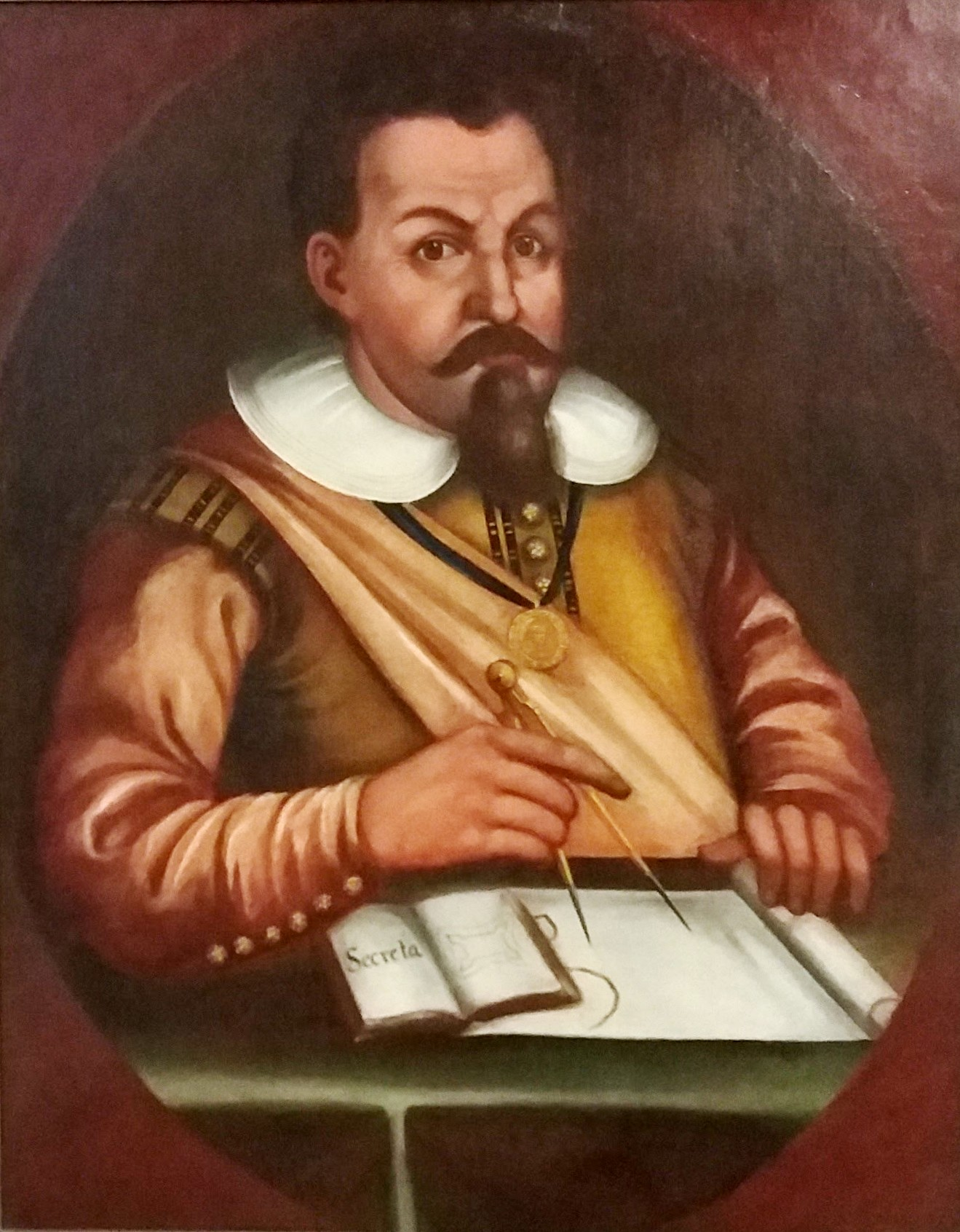
Johannes Faulhaber (1625/1630) mit einem Stechzirkel und seiner Schrift „Secreta“ aus dem Jahr 1621

Johannes Faulhaber, auch Johann Faulhauber (* 5. Mai 1580 in Ulm; † 10. September 1635 ebenda) war ein deutscher Mathematiker, Ingenieur und Festungsbaumeister. Er ist der Stammvater einer Familie von Mathematikern, Ingenieuren und Erfindern.

## Leben
Johannes Faulhaber wurde am 5. Mai 1580 als Sohn des Webers Samuel Faulhaber und seiner Frau Barbara geb. Bartolome in Ulm getauft, wo die Eltern am 30. Oktober 1565 geheiratet hatten, die Mutter stammte aus Unterroth. Johannes erlernte zunächst den Beruf des Webers, wurde aber als Schüler des Rechenmeisters David Selzlin und des Eichmeisters Johannes Krafft später Stadtmathematiker und Feldmesser in Ulm. Zeitweilig musste er die Stadt verlassen, da er durch Vorhersagungen und kabbalistische Zahlenspekulationen das Missfallen der Ulmer Kirchenbehörde erregt hatte. Er arbeitete unter anderem mit Johannes Kepler und Ludolph van Ceulen zusammen. Neben seiner Tätigkeit als Rechenmeister arbeitete er an den Befestigungsanlagen verschiedener Städte wie Basel, wo er 1622 bis 1624 Festungsbauingenieur war. Zu diesem Zweck hielt er sich auch bei Prinz Moritz von Nassau-Oranien in den Niederlanden auf. Er baute in seiner Heimatstadt Ulm auch Wasserräder und geometrische Instrumente vor allem zu militärischen Zwecken. In seinem Werk „Ingenieurschul“ (4 Teile, 1632–1633) machte er die Brigg’schen Logarithmen in Deutschland bekannt.
Nach seiner Heirat eröffnete Faulhaber im Jahr 1600 seine eigene Schule in Ulm. Mit ihm wurde eine letzte Blüte der Mathematik der Rechenmeister erreicht.

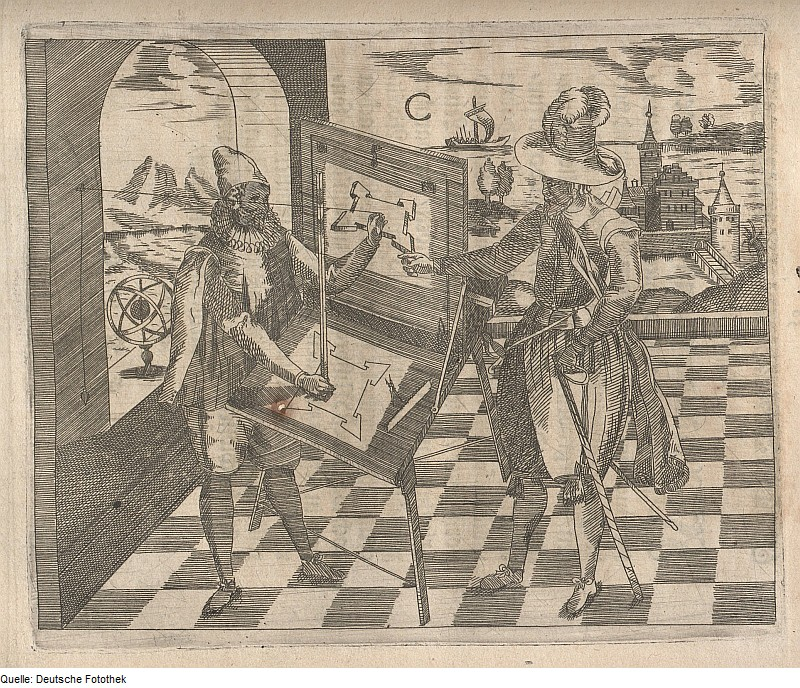
„Perspektive-Instrument“ für den Festungsbau

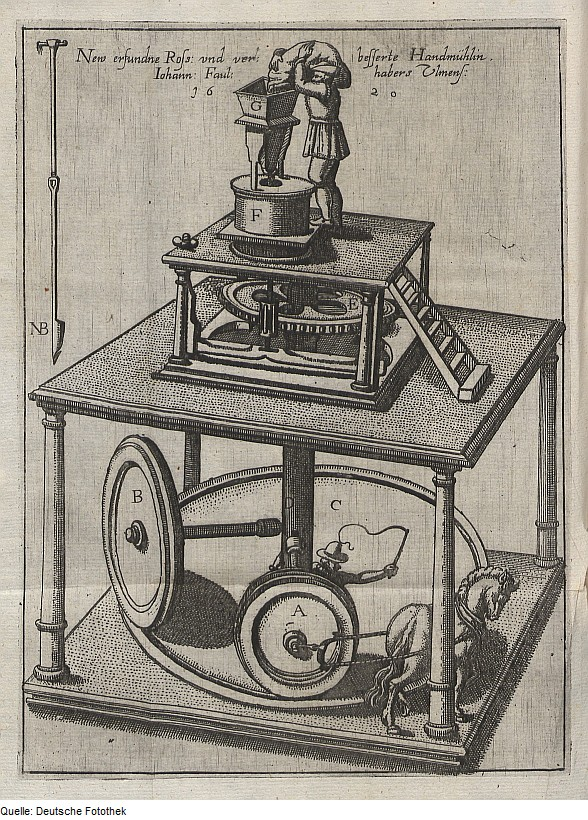
„neu erfundene Ross- und verbesserte Handmühle“

Seine mathematischen Arbeiten beschäftigen sich hauptsächlich mit Summen über Potenzen natürlicher Zahlen bis zum Exponenten 17 (Faulhabersche Formel), der Lösung der allgemeinen Gleichung 4. Grades und Gleichungen höheren Grades, den Sätzen von Pythagoras und Heron von Alexandria im dreidimensionalen Raum. Bei der Einführung der später so benannten Bernoulli-Zahlen bezog sich Jakob I Bernoulli auf Faulhaber. In seinem ersten Buch von 1604 (Cubicossischer Lustgarten) behandelte er unter anderem die Lösung der kubischen Gleichung nach Cardano und stellte eine Reihe von Problemen mit Lösungen, was hauptsächlich dazu diente, seine Künste als Rechenmeister und Privatlehrer für Mathematik anzupreisen. Er war daher sehr verärgert, als der  Rechenmeister Peter Roth aus Nürnberg 1608 ein Buch veröffentlichte, das die Lösungswege für alle seine Probleme detailliert darlegte. Roth, der schon 1617 starb, stellte seinerseits eine Reihe von Problemen, die auf Gleichungen vierten und höheren Grades führen, die Faulhaber später löste.
Faulhaber beschäftigte sich den Gepflogenheiten der Zeit entsprechend auch mit Alchemie, Astrologie und Zahlenmystik und er veröffentlichte auch über mechanische Erfindungen (wie der Verbesserung von Roßmühlen). Er war Mitglied der Rosenkreuzer; seine Arbeiten beeinflussten den jungen Descartes. Im Jahr 1619, nach seiner Beteiligung am Ulmer Kometenstreit (1618), veröffentlichte er sein Werk „Fama Syderea Nova“ mit Wahrsagungen in Zusammenhang mit dem Großen Kometen von 1618 (C/1618 W1) und dem Beginn des Dreißigjährigen Krieges. Man beschuldigte ihn des Plagiats von Daten seines Freundes Johannes Kepler, doch konnte er das widerlegen.
Johannes Faulhaber ist der Stammvater einer Familie von Mathematikern und Ingenieuren. Sein Sohn Johann Matthäus Faulhaber (1604–1683) war ebenfalls Festungsbaumeister in Ulm.

## Schriften (Auswahl)

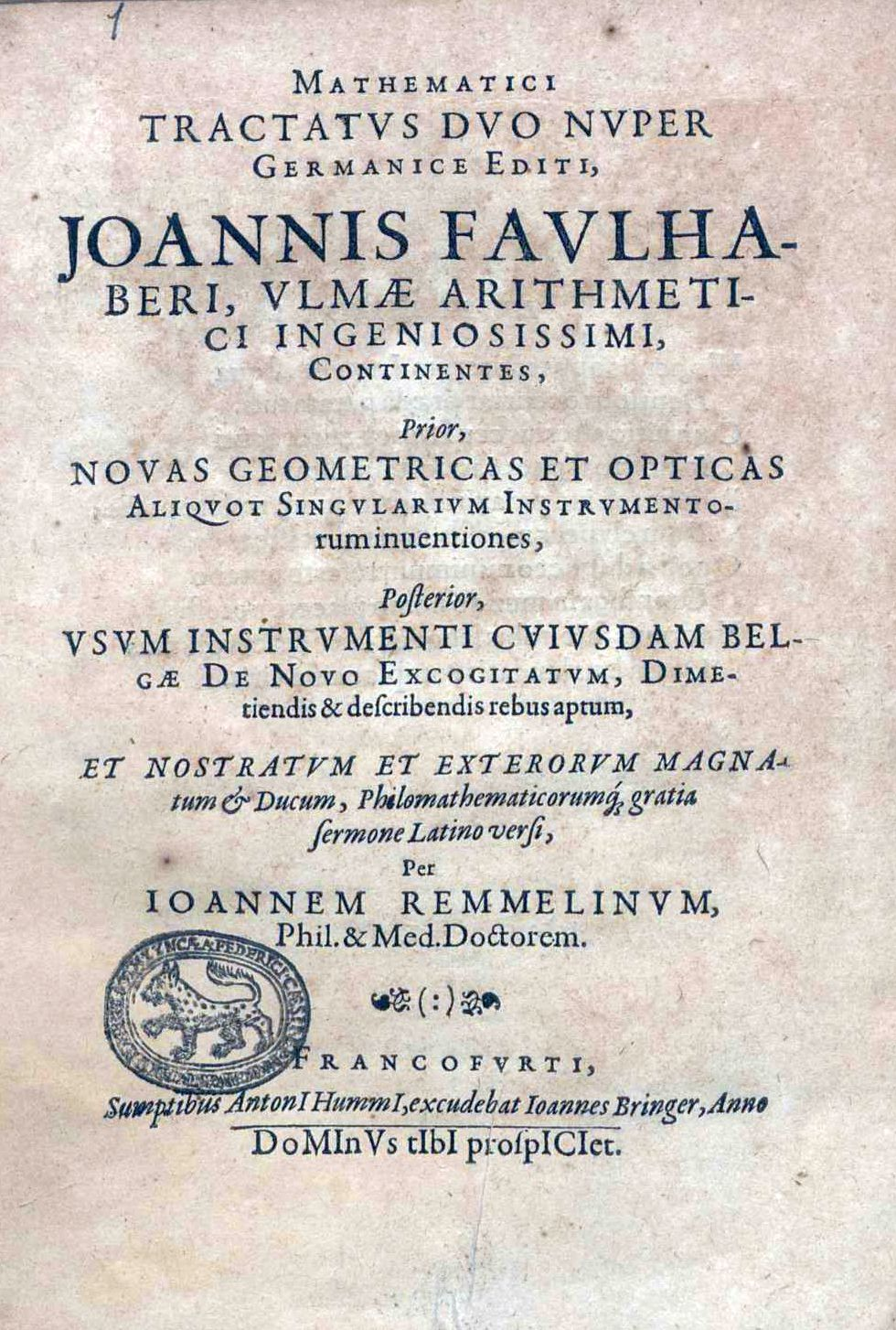
Mathematici tractatus duo, 1610

- Arithmetischer Cubicossischer Lustgarten, Tübingen: Erhard Cellius 1604
- Newe geometrische und perspektivische Inventiones etlicher sonderbahrer Instrument. Humm; Richter, Frankfurt (Main) 1610. (Digitalisat und Volltext im Deutschen Textarchiv)
- Himlische gehaime Magia Oder Newe Cabalistische Kunst/vnd Wunderrechnung, Nürnberg 1613 (lateinische Ausgabe Magia arcana coelestis Nürnberg 1613)
- Andeutung/ Einer vnerhorten newen Wunderkunst. Welche der Geist Gottes/ in etlichen Prophetischen/ vnd Biblischen Geheimnuß Zahlen/ biß auff die letzte Zeit hat wollen versigelt und verborgen halten. Nürnberg 1613
- Neuer Arithmetischer Wegweyßer, Ulm 1614
- Wunderliche Erfindung auß Albrecht Dürers seeligen Alten Invention. Vom Gläßern Perspectiv Tisch/ mit einem Proportional Instrument verbessert. Ulm: Johannes Meder 1617
- Fama siderea nova, Nürnberg 1619
- Miracula Arithmetica, Augsburg 1622
- Mechanische Verbesserung einer alten Roßmühlen, Ulm 1625
- Geheime Kunstkammer. Darinnen hundert allerhand Kriegs Stratagemata, auch andere Vnerhorte Secreta, vnd Machinae mirabiles zusehen/ dergleichen in Europa (respective) wenig zu finden, Ulm 1628
- Academia Algebrae, Augsburg 1631
- Mathematische Andeutung der Ewigkeit, Ulm 1631
- Vernünftiger Creaturen Weissagungen, Augsburg 1632
- Magdenburgischer Phoenix, Augsburg 1632
- Ingenieurs-Schul, 4 Teile, Frankfurt 1630 (Teil 1), Ulm 1633 (Teil 2 bis 4)